# Wybory parlamentarne w Islandii w 2017 roku
Wybory parlamentarne w Islandii odbyły się 28 października 2017 roku.

## Tło wyborów
14 września 2017 Świetlana Przyszłość, jedna z trzech partii tworzących rząd Islandii, wycofała się z koalicji. Powodem zerwania koalicji był fakt, że premier Bjarni Benediktsson nie uprzedził koalicjantów o tym, że jego ojciec napisał list rekomendacyjny dla ubiegającego się o „przywrócenie honoru” Hjaltiego Sigurjóna Haukssona, skazanego za pedofilię. Wniosek o „przywrócenie honoru” został rozpatrzony pozytywnie. Przewodnicząca zarządu Świetlanej Przyszłości Guðlaug Kristjánsdóttir stwierdziła, że „doszło do naruszenia zaufania na tyle poważnego, że dalsze trwanie tej koalicji rządowej stało się niemożliwe”. 18 września, po konsultacjach  liderami wszystkich partii parlamentarnych, prezydent Guðni Th. Jóhannesson ogłosił, że wybory odbędą się 28 października.

## Wyniki wyborów
Przedterminowe wybory wygrała Partia Niepodległości uzyskując 25,2% poparcia i 16 mandatów. Drugie miejsce z wynikiem 16,9% i 11 mandatami przypadło partii Ruch Zieloni-Lewica. Kolejne miejsce przypadło Sojuszowi. Świetlana Przyszłość utraciła poparcie i cztery mandaty, w rezultacie znalazła się poza Althingiem.
| D                                   | Partia Niepodległości  | 49 548  | 25,25 | 16 | -5 |  |
| V                                   | Ruch Zieloni-Lewica    | 33 156  | 16,89 | 11 | +1 |  |
| S                                   | Sojusz                 | 23 654  | 12,05 | 7  | +4 |  |
| M                                   | Partia Centrum         | 21 337  | 10,89 | 7  | +7 |  |
| B                                   | Partia Postępu         | 21 017  | 10,71 | 8  | 0  |  |
| P                                   | Partia Piratów         | 18 053  | 9,20  | 6  | -4 |  |
| F                                   | Partia Ludowa          | 13 502  | 6,88  | 4  | +4 |  |
| C                                   | Viðreisn               | 13 122  | 6,69  | 4  | -3 |  |
| A                                   | Świetlana Przyszłość   | 2 394   | 1,22  | 0  | -4 |  |
| R                                   | Alþýðufylkingin        | 375     | 0,19  | 0  | 0  |  |
| T                                   | Dögun                  | 101     | 0,05  | 0  | 0  |  |
| Razem                               | Razem                  | 196 259 | 100   | 63 | –  |  |
|                                     |                        |         |       |    |    |  |
| Głosy ważne                         | Głosy ważne            | 196 259 | 97,26 | –  | –  |  |
| Głosy nieważne i puste              | Głosy nieważne i puste | 5 522   | 2,74  | –  | –  |  |
| Głosy razem                         | Głosy razem            | 201 781 | 100   | 63 | –  |  |
| Wyborcy/frekwencja                  | Wyborcy/frekwencja     | 248 485 | 81,2  | –  | –  |  |
| Źródło: Urząd Statystyczny Islandii |                        |         |       |    |    |  |